# Керест
Керест (рус. Кересть) река је на северозападу европског дела Руске Федерације. Протиче преко територија Новгородске области и лева је притока реке Волхов, те део басена реке Неве и Балтичког мора.
Река Керест свој ток почиње у мочварном подручју на истоку Новгородског рејона, недалеко од изворишта реке Луге. У Волхов се улива у северном делу Чудовског рејона. Дужина водотока је око 100 km, док је површина сливног подручја 933 km².
На њеним обалама налази се град Чудово.
Најважније притоке су Јереша, Слиговка, Горенка, Барскаја Канава и Трубица.